# کریس کلارک (بازیکن فوتبال، زاده۱۹۸۴)
کریس کلارک (انگلیسی: Chris Clark؛ زادهٔ ۹ ژوئن ۱۹۸۴) بازیکن فوتبال اهل بریتانیا است.
از باشگاه‌هایی که در آن بازی کرده‌است می‌توان به باشگاه فوتبال استوک سیتی و باشگاه فوتبال پورتسموث اشاره کرد.